# Absolute Music
 Ikke at forveksle med absolut musik.
Absolute Music var en serie af opsamlingsalbum udsendt i Danmark af EVA Records, som er et joint venture mellem nogle af dansk pladebranches største spillere: BMG, EMI-Medley, Universal, Sony, Virgin og Warner. For at kunne lave så ultimativ stærk en hitopsamling som muligt bidrog hver af pladeselskaberne med det bedste, de havde af aktuelle, brede hits inden for pop, rock og eurodance, der kunne ramme en bred målgruppe fra ca. 7-55 år. Takket være en bred appeal, banebrydende tv-reklamer og et stærkt brand blev Absolute Music den bedst sælgende opsamlings-serie i Danmark nogensinde. 

## Historie
I starten af 90'erne blev de fire første udgivelser, udover på CD, udgivet både på MC og LP. CD-formatet var en forbedring i lydkvalitet i forhold til kassettebåndet og en forbedring i spillelængde sammenlignet med lp'en.
Absolute Music 1 blev udgivet op til julehandlen i 1992, hvor den gik platin. Kurven gik opad, og de følgende cd'er solgte snildt 200.000-250.000 enheder, blandt andet med 7'eren og 10'eren som topscorere. Alle albummenes covers er i Danmark kendetegnet ved at være præget af en billardkugle med det pågældende albumnummer på.
Der kom i alt 29 udgivelser fra 1992 til 2002. Serien er i dag at finde på Museum Ragnarock - Museet for pop, rock og ungdomskultur i Roskilde. 
Mange af sangene fra de 15 første udgivelser udkom senere som 5 stk. dobbelt-cd'er i serien The Best Of Absolute Music. 
Absolute Music-serien stammer oprindelig fra Sverige, hvor der fra 1986-2022 foreløbig har været 91 udgivelser, hvoraf hovedparten endda er dobbelt-cd udgivelser. Serien har i Sverige vundet øgenavnet Obsolete Music hos folk der føler, at musikken er blevet uaktuel på det tidspunkt, hvor kompilationen kommer i butikkerne. 
Absolute Music-serien eksisterede også i Norge i 1991-2016, hvor der kom 66 udgivelser. Udgivelse nummer 61 kom i år 2013 efter godt tre års pause (på bekostning af NOW Music-serien). Udgivelse 65 og 66, som begge kom i 2016, blev kun udgivet digitalt (Spotify). 
I Danmark ophørte samarbejdet bag Absolute Music-serien i 2002 og alle pladeselskaberne i EVA Records, undtaget Warner Music Denmark, fortsatte samarbejdet under navnet NOW Music . I stedet for Absolute Music-serien udgav NOW Music den internationalt kendte NOW That's What I Call Music!-serie fra 2002-2006. NOW That's What I Call Music!-serien fortsatte med én udgivelse yderligere i ultimo 2007 efter i knap et års tid at have været afløst af tre albums i en ny serie ved navn NOW Hot Hits & Cool Tracks.
Samtidig med udgivelserne af NOW Hot Hits & Cool Track-albummene i 2007 fik Absolute Music-serien sig en kort opblomstring under navnet Absolute Big Hits. Det var meningen, at Absolute Big Hits-serien skulle udkomme 2 gange årligt sideløbende med NOW Hot Hits & Cool Tracks-seriens fire årlige udgivelser. Men da NOW Hot Hits & Cool Tracks-serien blev afløst af den tilbagevendende NOW That's What I Call Music!-serie, blev det droppet at udgive Absolute Big Hits 2, som ellers var sat til udgivelse den 19. november 2007. 
Ultimo 2010 blev titlen på NOW Big Hits-serien ændret til Absolute Hits. 
I 2022 udkom Absolute Music-brætspillet, som handler om at matche sangene fra de 29 udgivelser til det rette album. I samme forbindelse udkom sangene digitalt inddelt i genrer såsom blandede hits, rock, eurodance, boybands & girlbands, nordiske kunstnere, love songs og covernumre.
Absolute Music cd'erne består af 29 udgivelser, som hver indeholder mindst 18 numre (19 numre på udgivelse 16 og 25, og 24 sange på lp/bånd-udgaverne af udgivelse 1, 2, 3 og 4). Samlet set består serien af 548 numre, hvoraf Robbie Williams og Melanie C medvirker på de 9 af dem (Robbie Williams er også den musiker der medvirker flest gange på NOW Music-serien). Det danske musiknavn der medvirker flest gange er Thomas Helmig med 7 gange efterfulgt af Hanne Boel med 6 gange.

## Top 20
Top 20: Musikere der har medvirket flest gange på Absolute Music 1 – 29.
1. Robbie Williams: 9 gange (3 af gangene med Take That)
1. Melanie C: 9 gange (7 af gangene med Spice Girls)
3. Backstreet Boys: 8 gange
3. Emma Bunton: 8 gange (7 af gangene med Spice Girls)
3. Melanie B: 8 gange (7 af gangene med Spice Girls)
6. Thomas Helmig: 7 gange
6. Gary Barlow: 7 gange (4 af gangene med Take That)
6. Geri Halliwell: 7 gange (5 af gangene med Spice Girls)
6. Spice Girls: 7 gange
10. Hanne Boel: 6 gange
10. Kylie Minogue: 6 gange
10. Ronan Keating: 6 gange (4 af gangene med Boyzone)
13. Sanne Salomonsen: 5 gange
13. Me & My: 5 gange
13. Britney Spears: 5 gange
13. Westlife: 5 gange
13. Roxette: 5 gange
13. Janet Jackson: 5 gange
13. Annie Lennox: 5 gange
13. Mark Owen: 5 gange (4 af gangene med Take That)
13. Adam Clayton og Larry Mullen: 5 gange (4 af gangene med U2, som 1 af gangene medvirker under navnet Passengers)

## Udgivelser
| Titel                               | Udgivet            | Salgs status     | Medie         |
| Absolute Music 1                    | 6. november 1992   | Platin           | CD/BÅND/VINYL |
| Absolute Music 2                    | 11. marts 1993     | Platin           | CD/BÅND/VINYL |
| Absolute Music 3                    | 16. august 1993    | Platin           | CD/BÅND/VINYL |
| Absolute Music 4                    | 11. november 1993  | 3-dobbelt platin | CD/BÅND/VINYL |
| Absolute Music 5                    | 25. maj 1994       | Dobbelt platin   | CD/BÅND       |
| Absolute Music 6                    | 15. september 1994 | 3-dobbelt platin | CD/BÅND       |
| Absolute Music 7                    | 28. november 1994  | 4-dobbelt platin | CD/BÅND       |
| Absolute Music 8                    | 31. maj 1995       | Dobbelt platin   | CD/BÅND       |
| Absolute Music 9                    | 15. september 1995 | 3-dobbelt platin | CD/BÅND       |
| Absolute Music 10                   | 29. november 1995  | 4-dobbelt platin | CD/BÅND       |
| Absolute Music 11                   | 25. marts 1996     | Platin           | CD            |
| Absolute Music 12                   | 31. juli 1996      | Dobbelt platin   | CD            |
| Absolute Music 13                   | 14. november 1996  | 3-dobbelt platin | CD            |
| Absolute Music 14                   | 23. april 1997     | Dobbelt platin   | CD            |
| Absolute Music 15                   | 24. september 1997 | Platin           | CD            |
| The Best Of Absolute Music 1-2-3    | 1997               | Ikke oplyst      | Dobbelt-CD    |
| The Best Of Absolute Music 4-5-6    | 1997               | Ikke oplyst      | Dobbelt-CD    |
| The Best Of Absolute Music 7-8-9    | 1997               | Ikke oplyst      | Dobbelt-CD    |
| The Best Of Absolute Music 10-11-12 | 1997               | Ikke oplyst      | Dobbelt-CD    |
| The Best Of Absolute Music 13-14-15 | 1999               | Ikke oplyst      | Dobbelt-CD    |
| Absolute Music 16                   | 28. november 1997  | Dobbelt platin   | CD            |
| Absolute Music 17                   | 7. maj 1998        | Dobbelt platin   | CD            |
| Absolute Music 18                   | 6. oktober 1998    | Dobbelt platin   | CD            |
| Absolute Music 19                   | 26. november 1998  | 3-dobbelt platin | CD            |
| Absolute Music 20                   | 29. april 1999     | Dobbelt platin   | CD            |
| Absolute Music 21                   | 20. september 1999 | Dobbelt platin   | CD            |
| Absolute Music 22                   | 26. november 1999  | Dobbelt platin   | CD            |
| Absolute Music 23                   | 12. maj 2000       | Dobbelt platin   | CD            |
| Absolute Music 24                   | 28. september 2000 | Dobbelt platin   | CD            |
| Absolute Music 25                   | 17. november 2000  | 3-dobbelt platin | CD            |
| Absolute Music 26                   | 10. maj 2001       | Platin           | CD            |
| Absolute Music 27                   | 30. august 2001    | Platin           | CD            |
| Absolute Music 28                   | 16. november 2001  | Dobbelt platin   | CD            |
| Absolute Music 29                   | maj 2002           | Platin           | CD            |
| Absolute Big Hits 1                 | 14. maj 2007       | Ikke oplyst      | CD            |

Se en seperat liste over øvrige album i serien Absolute.

## Ekstern henvisninger
- Absolute Music historien
- Historien om Absolute Music serien
- Pladeselskaber i Danmark – MediaVejViseren